# 拉佩尔什
拉佩尔什（法語：La Perche，法語發音：[la pɛʁʃ]）是法国谢尔省的一个市镇，位于该省南部，属于圣阿芒蒙龙区。

## 地理
拉佩尔什（46°38'41"N, 2°34'25"E）面积10.45 平方千米，位于法国中央-卢瓦尔河谷大区谢尔省，该省份为法国中部省份，北起卢瓦雷省，西接卢瓦-谢尔省和安德尔省，南至克勒兹省，东南接阿列省，东临涅夫勒省。
与拉佩尔什接壤的市镇（或旧市镇、城区）包括：莱特隆、于尔赛、旧艾奈、拉瑟莱特、埃皮讷伊-勒弗勒里耶勒、莫讷-维特赖。

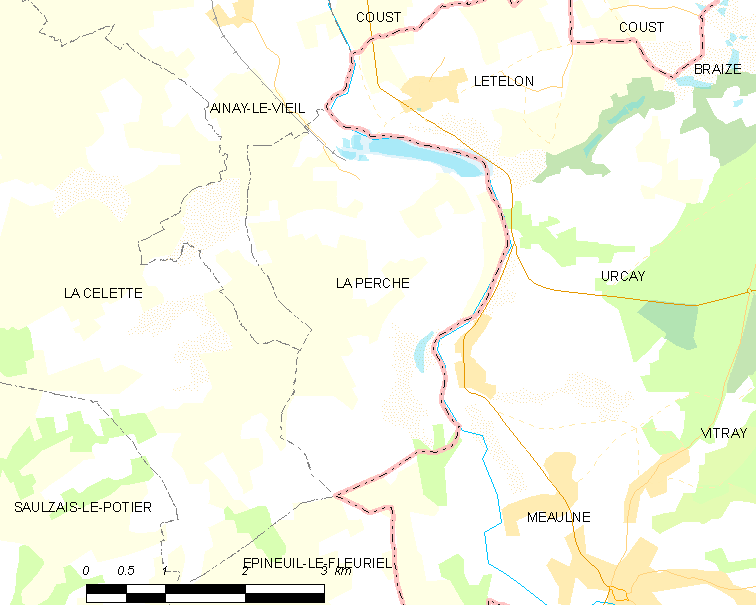
拉佩尔什的OSM定位图

拉佩尔什的时区为UTC+01:00、UTC+02:00（夏令时）。

## 行政
拉佩尔什的邮政编码为18200，INSEE市镇编码为18178。

## 政治
拉佩尔什所属的省级选区为沙托梅扬县。

## 人口

1962-2008年间拉佩尔什人口变化图示

拉佩尔什于2022年1月1日时的人口数量为192人。